# FIFA 06
FIFA 06, também conhecido por FIFA Football 06, FIFA Soccer 06 e FIFA 2006, é um jogo eletrônico de futebol da série FIFA Soccer da Electronic Arts. O jogo foi lançado para PS2, Game Cube, Xbox, PSP, DS, Windows e celular.

## Características do jogo
- Narração original: Milton Leite (Sportv) Rogério Vaughan (ESPN) .
- 26 ligas licenciadas.
- 39 seleções nacionais licenciadas.
- 42 estádios licenciados.
- Mais de 3.000 jogadores licenciados.
- Entrevista exclusiva com Samuel Eto'o, no modo "extras".

## Campeonatos
- A. Bundesliga
- Jupiler Pro League
- Série A1
- K-League
- Danish Superliga
- Ligue 1 Orange
- Ligue 2 Orange
- Bundesliga
- 2. Bundesliga
- FA Premier League
- League Championship
- Football League One
- Football League Two
- Serie A
- Serie B
- Primera División
- Tippeligaen
- Eredivisie
- Ekstraklasa
- Primeira Liga
- Scottish Premier League
- Liga BBVA
- Liga Adelante
- Major League Football
- Allsvenskan
- Swiss Super League

1 O Campeonato Brasileiro conta com 16 equipes, as mesmas desde FIFA Football 2004: Atlético-MG,
Atlético-PR, Bahia, Botafogo, Corinthians, Cruzeiro, Flamengo, Fluminense, Grêmio, Internacional, Palmeiras, Santos, São Caetano, São Paulo, Vasco
e Vitória.

### Resto do Mundo
- Boca Juniors
- Fenerbahçe SK
- Galatasaray
- Kaizer Chiefs
- Olympiakos
- Orlando Pirates
- Panathinaikos
- River Plate
- Shakhtar Donetsk
- Sparta Praga
- PAOK

## Seleções
| - Alemanha - Argentina - Austrália - Áustria - Bélgica - Brasil - Bulgária - Camarões - China - Costa Rica - Croácia - Dinamarca - Escócia | - Eslovênia - Espanha - Estados Unidos - Finlândia - França - Grécia - Hungria - Inglaterra - Irlanda do Norte - Irlanda - Itália - México - Nigéria | - Noruega - País de Gales - Paraguai - Polónia - Portugal - Tchéquia - Romênia - Rússia - Suécia - Suíça - Tunísia - Turquia - Uruguai |

## Trilha sonora
| - 3D Voz - "Fiesta" - AK4711 - "Rock" - Athena - "Tam Zamanı Şimdi" - Bloc Party - "Helicopter" - Blues Brother Castro - "Flirt" - boTECOeletro - "Coco Nutz Mass" - BOY - "Same Old Song" - Carlinhos Brown & DJ Dero - "Nabika" - Damian Marley - "Welcome to Jamrock" - The Departure - "Be My Enemy" - Dogs - "London Bridge" - Doves - "Black and White Town" - Duels - "Potential Futures" - Embrace - "Ashes" - The Film - "Can You Touch Me" - The Gift - "11:33" - The Gipsys - "La Discoteca" - Hard-Fi - "Gotta Reason" - Jamiroquai - "Feels Just Like It Should" - Kaos - "Now and Forever" | - Kinky - "Coqueta" - K'naan - "Soobax" - KYO - "Contact" - LCD Soundsystem - "Daft Punk Is Playing at My House" - Linea 77 - "Inno All'Odio" - Mando Diao - "God Knows" - maNga - "Bir Kadın Çizeceksin" - Marcelinho da Lua feat. Bi Ribeiro & Black Alien - "Tranquilo" - Nine Black Alps - "Cosmopolitan" - Oasis - "Lyla" - Paul Oakenfold - "EA Sports Football Theme (Beautiful Goal)" - The Rakes - "Strasbourg" - Röyksopp - "Follow My Ruin" - Selasee - "Run" - SoShy - "The Way I" - Subsonica - "Corpo a Corpo" - Teddybears STHLM - "Cobrastyle" - Vitalic - "My Friend Dario" - Yerba Buena - "Cityzen Citysoy" |